# Southern Comfort (film)
Southern Comfort is een Amerikaanse-Britse en Zwitserse thriller uit 1981. Deze film is geregisseerd door Walter Hill, die ook het script deels schreef. Hoofdrollen worden vertolkt door Keith Carradine, Powers Boothe, Alan Autry, Les Lannom, Peter Coyote, T. K. Carter, Lewis Smith, Franklyn Seales, Brion James en Fred Ward.

## Verhaal
Het is 1973. Een team allesbehalve voorbeeldige soldaten van de Louisiana Army National Guardsmen worden voor een weekendtraining naar een moerasgebied gestuurd, waar ze een tocht van 38 kilometer af moeten leggen. Het team krijgt slechts lichte bepakking en losse flodders mee. Alleen korporaal Reece weet echte kogels mee te brengen. Onder leiding van sergeant Caspar beginnen ze hun tocht.
De groep komt een meer tegen dat niet op de kaart staat. Ze stelen hier wat kano’s van Cajunjagers om het meer over te steken. Hierdoor krijgen ze het aan de stok met een groep jagers. De situatie escaleert nog verder nadat de soldaten een Cajun gevangennemen en de paranoïde soldaat Bowen diens huis opblaast. De Cajunjagers openen gewapend met honden de jacht op de verdwaalde soldaten. Reece komt bij de confrontatie tussen de twee groepen om.
De soldaten krijgen al snel genoeg van Casper, die hen duidelijk niet het moeras uit kan leiden, en Spencer neemt het bevel over. De groep valt onderweg meerdere malen ten prooi aan de Cajun, totdat uiteindelijk alleen Spencer, Hardin en Bowen nog over zijn. Na een nacht in het moeras blijkt Bowen door de Cajun te zijn opgehangen. Hardin en Spencer  komen terecht in een Cajundorp. Met moeite weten ze zich een weg naar buiten te vechten, waar ze eindelijk worden opgemerkt door een legerhelikopter.

## Rolverdeling
| Acteur          | Personage        |
| --------------- | ---------------- |
| Keith Carradine | Pfc. Spencer     |
| Powers Boothe   | Cpl. Hardin      |
| Fred Ward       | Cpl. Reece       |
| Peter Coyote    | Staff Sgt. Poole |
| Brion James     | Cajun Trapper    |
| Franklyn Seales | Pfc. Simms       |
| Lewis Smith     | Pfc. Stuckey     |
| T. K. Carter    | Pfc. Cribbs      |
| Sonny Landham   | Hunter           |
| Les Lannom      | Sgt. Casper      |

## Achtergrond
De film volgt hetzelfde idée als Walter Hills vorige film, The Warriors; een groep strijders die worden achtervolgd door een veel grotere groep vijanden, terwijl ze door verraderlijk terrein een weg naar huis proberen te vinden. Ook het verhaal van de Tienduizend uit de Griekse oudheid diende als inspiratiebron voor de film.
De soundtrack van de film is gecomponeerd door Ry Cooder. Het lied "Parlez Nous à Boire," wat aan het eind van de film te horen is, wordt gezongen door de Cajunmusicus Dewey Balfa.